# Negromanzia

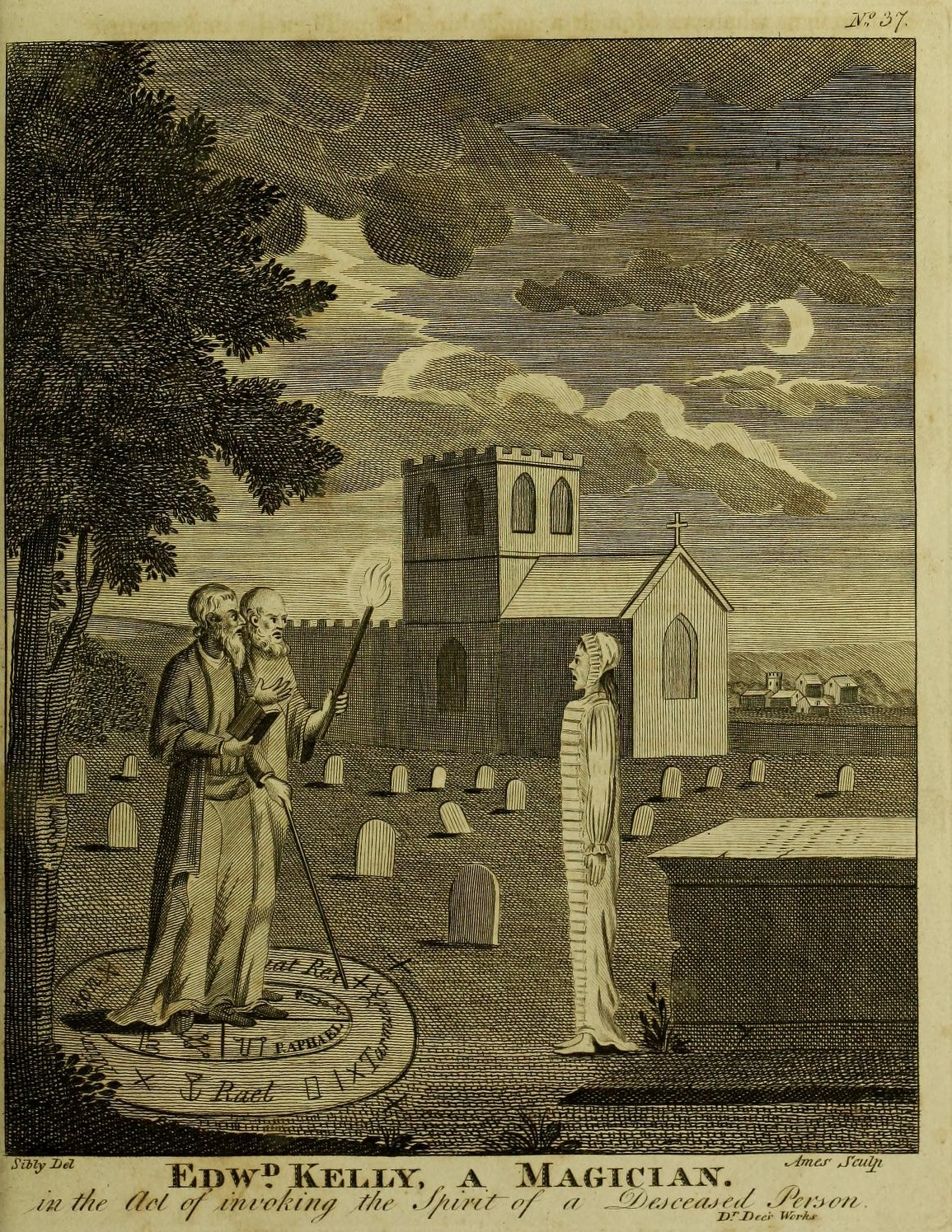
John Dee ed Edward Kelley evocano lo spirito di una persona deceduta (Ebenezer Sibly, Astrology by Sibly, 1806).

La negromanzia, anche nella forma necromanzia, (dal greco νεκρομαντεία, nekromanteía, composto di νεκρός, nekrós, «morto», e μαντεία, manteía, «predizione») è una forma di divinazione, in cui i praticanti, detti negromanti, cercano di evocare gli spiriti dei defunti. A partire dal Medioevo, la negromanzia è stata associata spesso alla magia nera e all'evocazione del Demonio.
Sinonimo di negromanzia è psicomanzia (dal greco ψυχο-, psycho-, «anima»).

## La negromanzia nella storia
Il Libro dei morti egizio è spesso erroneamente considerato come un antico testo di negromanzia: in realtà il suo scopo non era quello di richiamare un defunto dall'aldilà, quanto piuttosto di fornire le istruzioni per agevolarne il passaggio verso l'altro mondo. La Bibbia contiene numerosi riferimenti alla negromanzia. Nel Deuteronomio il popolo di Israele è messo in guardia dalle pratiche negromantiche degli abitanti di Canaan. In un altro passaggio il re d'Israele Saul chiede alla Strega di Endor di invocare lo spirito di Samuele, da cui però ottiene solo un presagio di morte e distruzione imminenti (1Sam 28,7-25).
Si ritiene che la negromanzia fosse molto diffusa anche in Caldea, in Grecia, dove era chiamata nekyia, e a Babilonia. I negromanti babilonesi erano chiamati Manzazuu o Sha'etemmu e gli spiriti che essi invocavano erano detti Etemmu. Lo storico Strabone la cita come principale arte divinatoria dei persiani. Il rosacrociano Robert Fludd, nel XVII secolo, descrive la negromanzia (Ars Goëtia) come un commercio con spiriti impuri.
Benché ufficialmente condannata dalla Chiesa Cattolica, la negromanzia continuò a sopravvivere in maniera sotterranea anche per tutta l'epoca medievale. Sembra che nel XV la fede in queste pratiche, intese anche come divinatorie per la predizione del futuro da parte dei defunti, fosse ben radicata. Un caso noto risale al 1499, quando un giovane negromante ferrarese si mise in contatto col duca di Milano Ludovico il Moro, il cui massimo desiderio era in effetti di poter vedere e parlare con la moglie defunta, da lui amatissima. Il negromante si propose di venire a Milano, assicurandogli di essere in grado di evocare gli spiriti dei defunti sotto sembianza umana e promettendogli di farlo parlare con loro a piacimento, ma non è chiaro se il duca avesse acconsentito.
Accadde un fatto celebre e curioso, per quanto macabro, anche a papa Urbano VIII legato alla negromanzia: Il 5 aprile 1634 Giacinto Centini di Ascoli Piceno, con la complicità di due frati, secondo l'accusa ecclesiastica compì un rito di magia nera per causare la morte del pontefice attraverso la negromanzia. Tutti e tre furono condannati a morte. La sentenza fu eseguita il 23 aprile 1635 in Campo de' Fiori.
Nel mondo moderno sono praticate tecniche di divinazione chiaramente correlate alla negromanzia, mentre lo spiritismo, fondato da Allan Kardec nel XIX secolo, non è una forma di negromanzia, perché condanna la divinazione. Il channeling consente, secondo i suoi fautori, di mettersi in contatto con creature soprannaturali, che includono gli spiriti dei defunti. Ancora oggi all'interno del vudù, praticato soprattutto a Haiti, esistono pratiche riconducibili a forme di negromanzia.

## La negromanzia nella cultura

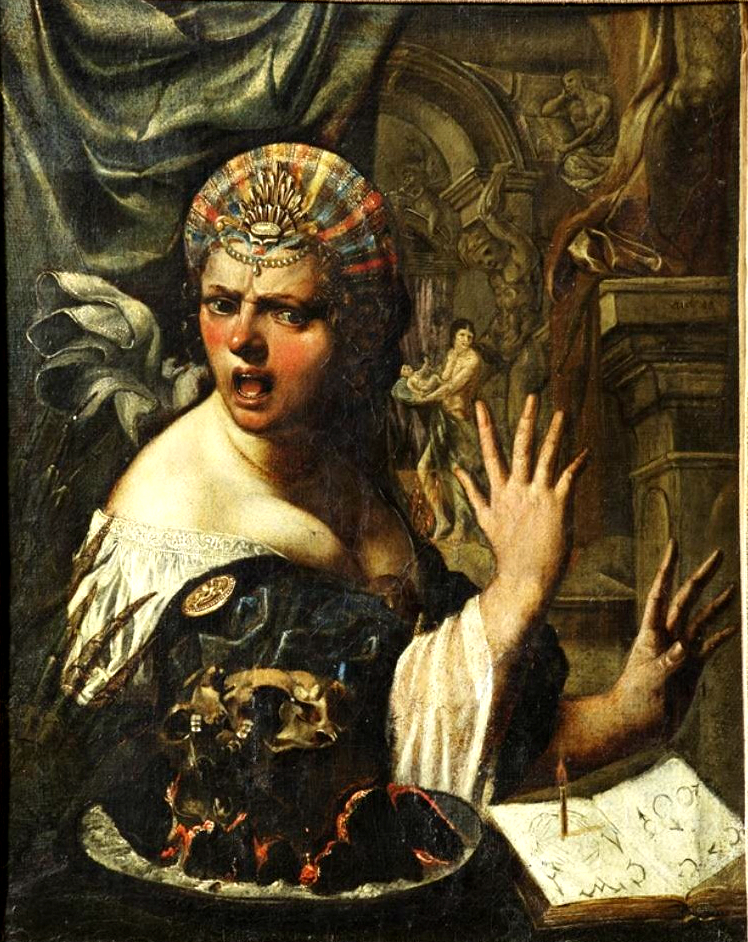
Angelo Caroselli, La negromante.

### Cultura greco-romana
Il tema della nekyia, cioè dell'evocazione dei morti, ricorre nella letteratura almeno dall'Odissea, in cui Ulisse si reca davanti all'ingresso dell'Ade, senza entrarvi, e si mette in contatto con l'indovino Tiresia e altre ombre (tra cui la madre Anticlea, Agamennone e Achille), usando il rituale appreso da Circe: scavare una fossa per le tre libagioni dei morti (miele e latte, vino, acqua), spargere farina bianca, supplicare le ombre, far bere il sangue di un ariete e una pecora nera solo a coloro con cui vuole parlare. In questo caso sono le ombre a raggiungere Ulisse e non viceversa.
La catabasi, cioè la discesa agli Inferi, con cui l'eroe cerca di ottenere servigi o conoscenza dai defunti nel loro stesso mondo, è invece presente nell'Eneide di Virgilio, in cui Enea visita l'Averno. Nell'anti-Eneide per eccellenza, la Farsaglia, Lucano inserisce un episodio di negromanzia: la maga tessala Eritto, riesumando il cadavere di un soldato morto in battaglia, gli fa predire la futura distruzione di Roma. La tradizione letteraria della negromanzia propriamente detta si perde nella storia medievale e nella letteratura ottocentesca, ad esempio nel mito del Dottor Faust.

### Cultura di massa
Dalla tradizione letteraria, il tema è passato direttamente alla letteratura di genere, come il fantasy (ad esempio nel Signore degli Anelli di J.R.R. Tolkien, o The Summoning di Kelley Armstrong). Numerosissimi i riferimenti nella cultura di massa e nella pop music contemporanea.